# Намери ме в Париж
„Намери ме в Париж“ (на английски: Find Me in Paris) е англоезичен тийнейджърски трагикомичен сериал, премиерата на сериала е на 14 април 2018 г. от Hulu, продуциран от ZDF и Cottonwood Media. Сериалът е заснет в Париж. Премиерата на сериала е на 16 август 2019 г. и съдържа 26 епизода. По-късно, сериалът е обновен за трети и последен сезон, в който се излъчва премиерно на 21 август 2020 г. „Намери ме в Париж“ е достъпен в повече 130 държави.

## В България
В България сериалът е излъчен по Disney Channel през 2018 г.
Сериалът е достъпен и по HBO GO. Трети сезон започна на 2 декември.
Синхронен дублаж
| Роля          | Изпълнител                                    |
| ------------- | --------------------------------------------- |
| Лена          | Яна Янчева                                    |
| Даш           | Кристиян Върбановски                          |
| Други гласове | Мина Костова Ралица Стоянова Анатолий Божинов |

| Обработка              | Александра Аудио |
| ---------------------- | ---------------- |
| Изпълнителен продуцент | Васил Новаков    |
| Режисьор на дублажа    | Симона Нанова    |